# Utinja
Utinja – wieś w Chorwacji, w żupanii karlowackiej, w mieście Karlovac. W 2011 roku liczyła 5 mieszkańców.